# Oberster Richter Indiens
Der Oberste Richter Indiens, (IAST: Bhārat ke Mukhya Nyāyādhīśa), offiziell Chief Justice of the Supreme Court of India, abgekürzt als CJI, ist der oberste Richter am Supreme Court of India. Damit bekleidet er auch das höchste Amt in der Judikative Indiens.
Die Verfassung Indiens erlaubt dem Präsidenten, eine Person für das Amt zu ernennen. Der ernannte Chief Justice verbleibt im Amt, bis er das 65. Lebensjahr vollendet oder er des Amtes enthoben wird. Das Amt wurde 1950 geschaffen, der erste Oberste Richter war Hiralal Jekisundas Kania.
Der Sitz des Obersten Richters befindet sich grundsätzlich bei demjenigen des Obersten Gerichts, mithin in der Stadt Neu Delhi. Er kann diesen aber mit Erlaubnis des Präsidenten gemäß Artikel 130 der Verfassung verlegen.

## Aufgaben
Der Oberste Richter Indiens besorgt neben seiner Rechtsprechungstätigkeit außerdem die Verteilung von Fällen unter den Richtern des Obersten Gerichtshofs sowie die Ernennung von constitutional benches, Spruchkörpern, welche bei besonderen Rechtsfragen entscheiden. Dabei werden alle Fälle gemäß Artikel 145 der Verfassung Indiens und der Supreme Court Rules of Procedure von 1966 an einzelne Richter verteilt. Diese teilen dem Obersten Richter jeweils mit, ob dieser Fall von mehr als nur einem Richter beurteilt werden muss.
Die administrative Seite seiner Aufgaben umfasst ferner die Erstellung von Dienstplänen, die Ernennung von Gerichtsbeamten und generelle Aufgaben, die der Funktionssicherstellung des Gerichtes dienen.
Der Chief Justice of India zeichnet auch für die Beurteilung von Vorschlägen für Ernennungen als Richter am Obersten Gericht Indiens oder einem der High Courts verantwortlich, ebenso bei der Versetzung von Richtern an High Courts. Bei der Berufung ans Oberste Gericht muss er schriftliche Beurteilungen der zwei altgedientesten Richter einholen, zum High Court von einem. Aufgrund des Umstandes, dass in Fällen der Ernennung zum Richter am Obersten Gericht der Vorschlag ebenfalls seitens des Obersten Richters erfolgt, wird teilweise diskutiert, ob der Rolle des Chief Justice bei der Berufung zum Obersten Gericht eine gewisse (mittelbare) Veto-Funktion zukommt.

## Ernennung
Wenn der aktuelle Oberste Richter kurz vor dem Eintritt in den Ruhestand steht, holt das Justizministerium Indiens bei dem Richter einen Vorschlag für seine Nachfolge ein. Dabei berät er sich teilweise mit seinen Kollegen. Diese Empfehlung übermittelt er an den Premierminister, welcher diese wiederum an den Präsidenten weiterleitet. Dieser ernennt den neuen Chief Justice dann gemäß Artikel 124 Absatz 2 der indischen Verfassung.
Es gibt den Brauch, dass der Name, den der scheidende Chief Justice dem Präsidenten als Vorschlag mitteilt, stets derjenige des altgedientesten Richters am Obersten Gerichtshof ist. Damit wurde jedoch zweimal gebrochen, so 1973, als A.N. Ray ernannt wurde, obwohl es noch drei ältere Richter gab, und 1977, als Mirza Hameedullah Beg ausgewählt wurde, trotzdem sein Kollege Hans Raj Khanna dienstälter gewesen wäre.
Für die Zeit einer Vakanz wird vom Präsidenten Indiens gemäß Artikeln 126 und 223 der Verfassung ein geschäftsführender Oberster Richter bestellt.

## Amtsenthebung
Die Amtsenthebung des Obersten Richters Indiens ist genau so geregelt wie die einfacher Richter am Obersten Gericht und findet sich in Artikel 124 Absatz 4 der Verfassung niedergelegt. Der Richter kann folglich nur in Folge des im nachstehenden Passus (englisch) kodifizierten Prozesses durch das Indische Parlament seines Amtes enthoben werden:
A Judge of the Supreme Court shall not be removed from his office except by an order of the President passed after an address by each House of Parliament supported by a majority of the total membership of that House and by a majority of not less than two-thirds of the members of that House present and voting has been presented to the President in the same session for such removal on the ground of proved misbehaviour or incapacity. (Artikel 124 Absatz 4 der Verfassung Indiens)

## Handeln als Präsident von Indien
Im President Discharge of Functions Act aus dem Jahre 1969 wird geregelt, dass der Oberste Richter als Präsident Indiens handeln soll, wenn sowohl das Amt des Präsidenten als auch dasjenige des Vizepräsidenten vakant werden. Im Vergleich folgen z. B. in den Vereinigten Staaten erst der Sprecher des Repräsentantenhauses und dann der Präsident des Senates (beide also Teile der Legislative respektive Exekutive, nicht aber der Judikative) dem Präsidenten in der Rangfolge nach.
Dies kam bisher einmal vor, nachdem Zakir Hussain verstorben und der Vizepräsident V. V. Giri kurz darauf zurückgetreten war. Im Anschluss wurde Muhammad Hidayatullah der geschäftsführende Präsident Indiens, währenddessen seine Amtsausübung als oberster Richter pausierte. Als nach einem Monat ein neuer Präsident gewählt worden war, kehrte Hidayatullah in sein Amt als Oberster Richter zurück.

## Vergütung
Die Verfassung Indiens gibt dem Parlamentspräsidenten die Kompetenz, die Vergütung und andere Arbeitsbedingungen des Obersten Richters zu bestimmen. Diese Gegebenheiten wurden demnach sämtlich im The Supreme Court Judges (Salaries and Conditions of Service) Act, 1958 zusammengefasst.

## Verfassungskrise von 2018
Im Jahr 2018 sprachen sich vier Richter des Obersten Gerichts gegen den Obersten Richter Dipak Misra aus. In der bisherigen Tradition gestaltete es sich so, dass der Umfang der Kompetenzen und Pflichten des Obersten Richters als gleichrangig gegenüber den anderen eingeschätzt wurde. Misra hat sich unterdessen als „Master of Roster“ verstanden und die Auffassung vertreten, dass letztlich allein der Oberste Richter „das Recht habe, die Benches zusammenzusetzen und den Spruchkörpern zuzuteilen“. Diese Kompetenz übte er zumal in einem Fall aus, der Anschuldigungen gegen seine Person betraf. Damit habe er allerdings nach Einschätzung – unter anderen – jedenfalls seiner besagten Gerichtsmitangehörigen gegen den judiziellen Grundsatz des Verbots des Richtens in eigener Sache (nemo iudex in causa sua) verstoßen. Im Ergebnis blieb dieses Vorbringen folgenlos, der Richter schied jedoch ohnehin aus Altersgründen im selben Jahr aus seinem Amt aus.